# Tony Wilson
Tony Wilson, celým jménem Anthony Howard Wilson, (20. února 1950 – 10. srpna 2007) byl anglický podnikatel, zakladatel hudebního vydavatelství Factory Records (1978) a zakladatel a manažer nočního klubu The Haçienda. Byl úzce spjat s manchesterskou hudební scénou. Díky tomu byl označován jako „Mr Manchester“. Ve filmu 24 Hour Party People (2002) jej ztvárnil Steve Coogan a v Control (2007) Craig Parkinson. Zemřel na infarkt ve věku 57 let.